# Plavecký mariáš
Plavecký mariáš je československý budovatelský film režiséra Václava Wassermana z roku 1952 podle povídky Jana Morávka, hlavní roli hraje Jaroslav Marvan. 
Film kromě budovatelské tematiky přibližuje divákům vorařství na Vltavě, které s výstavbou vltavské kaskády zaniklo.

## Děj filmu
Po vichřici bylo nutné dopravit dřevo z postižených lesů ke zpracování, aby se neznehodnotilo. Skupina bývalých vorařů v čele s plavcem Váňou (Jaroslav Marvan) navrhne kmeny splavit po řece vory. Po překonání obtíží s nedostatkem vody a za pomoci místních mládežníků se jim to podaří.

## Exteriéry
Exteriéry filmu se natáčely v Prokopském údolí v kamenolomu, na mostě ve Varvažově, u soutoku Otavy s Lomnicí, v domku (v současnosti 25 m pod vodní hladinou) pod Svatou Annou, na statku (dnes je zde rybářský svaz) ve Štědroníně a u jezu pod Zvíkovem. Filmový záběr byl pořízen od Hostince U Smrtů. Místo, kde se vázaly vory (tzv. vaziště) je cca 1,5 km proti proudu Otavy od Štědronína-Plaz až po ostroh (dnes je rovněž pod hladinou).

## Obsazení
- Jaroslav Marvan – starý plavec Josef Váňa
- Jiří Plachý – nahluchlý Šindelář, starý plavec
- Eman Fiala – lovec zmijí Domáček zvaný Haďař
- Vilém Besser – referent ČSM Jarda Trnka
- Stanislava Seimlová – Anča
- Květa Fialová – Váňova dcera Božka